# 册田水库
册田水库位于中国山西省大同市云州区西册田乡，是以供水、防洪、灌溉为主，兼有发电、养殖等功能的大（二）型水库。
册田水库地处大同陷落盆地东部，库区周围地震活动频繁，因其位于桑干河中游，在官厅水库、北京市上游，故而是重点监测对象。
1992年6月完成了除险加固工程，1993年9月完成了大同市引水工程。